# لا لونا (فلم 2023)
لا لونا (بالملايوية: La Luna) هو فيلم دراما رومانسي كوميدي سنغافوري ماليزي بلغة الملايو لعام 2023. هذا الفيلم من بطولة شريفة أماني وشاهيزي سام. صدر الفيلم في 9 نوفمبر 2023 في ماليزيا، و16 نوفمبر 2023 في سنغافورة، و6 ديسمبر 2023 في إندونيسيا.

## طاقم العمل
- شريفة أماني
- شاهيزي سام

## روابط خارجية
- مقالات تستعمل روابط فنية بلا صلة مع ويكي بيانات